# Vacansoleil-DCM Pro Cycling Team

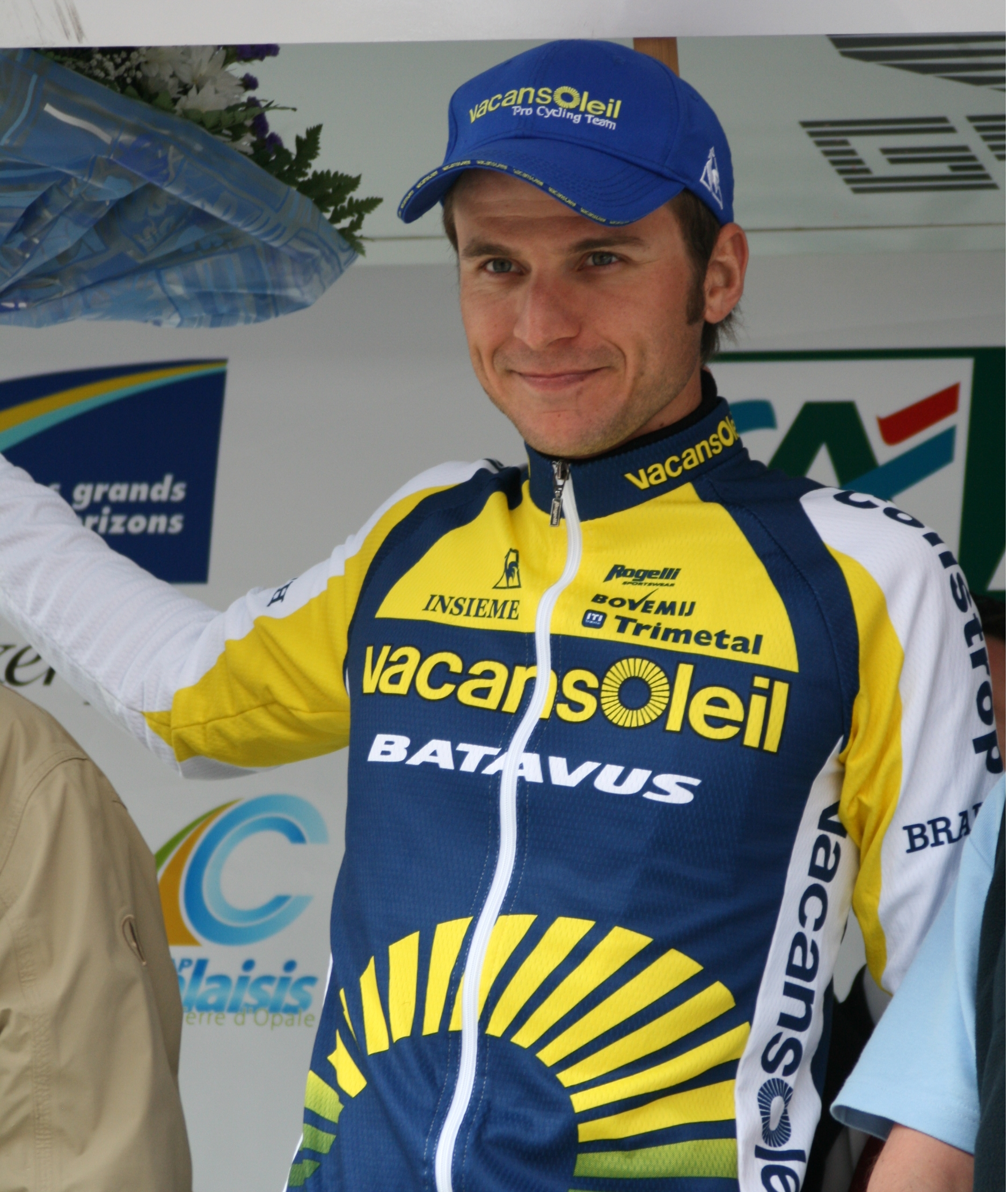
Martin Mortensen im Trikot der Mannschaft (2009)

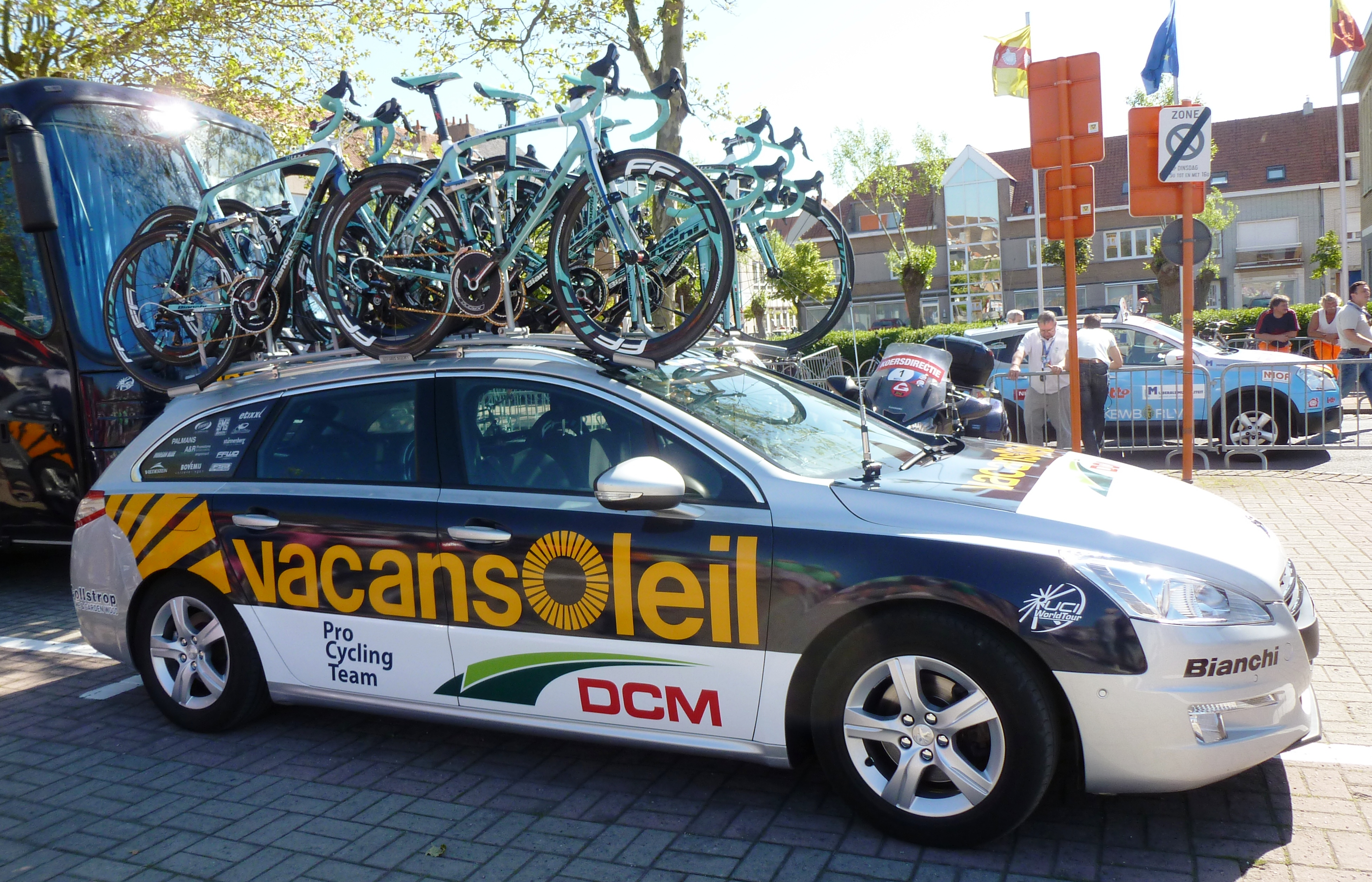
Begleitfahrzeug des Teams (2012)

Das Vacansoleil-DCM Pro Cycling Team war ein niederländisches Radsportteam mit Sitz in Rucphen.

## Geschichte
Die Mannschaft wurde 2005 unter dem Namen Fondas Imabo-Doorisol gegründet. 2006 sprang P3Transfer für Doorisol als Sponsor ein, man fuhr bis Ende der Saison 2006 unter dem Namen Fondas-P3Transfer. 2008 änderte sich der Name in P3 Transfer-Batavus. Von seiner Gründung an besaß das Team zunächst eine UCI-Lizenz als Continental Team und nahm hauptsächlich an Rennen der UCI Europe Tour teil. Seit 2009 fuhr die Mannschaft nun unter dem Namen des Hauptsponsors Vacansoleil und besaß eine Lizenz als Professional Continental Team. Vacansoleil ist ein Campingreiseveranstalter mit Mobilheimen auf europäischen Campingplätzen mit Sitz im niederländischen Eindhoven und Deutschlandbüro im Kempen.
In der Saison 2009 errang das Team einen Etappensieg durch Borut Božič bei der 6. Etappe der Vuelta a España. In der Saison 2010 konnte das Team einige Erfolge einfahren und war auch außerhalb Europas erfolgreich. Besonders hervorzuheben ist der Sieg bei der Katar-Rundfahrt in diesem Jahr von Wouter Mol, der dort auch fünf der insgesamt sechs Etappen gewann.
Zur Saison 2011 erhielt das Team eine UCI ProTeam-Lizenz. So konnte das Team an allen drei Grand Tours teilnehmen, verpasste aber bei allen drei Landesrundfahrten einen Etappensieg. Allerdings konnten einige Siege bei Paris–Nizza und bei der Tour de Suisse eingefahren werden. So konnte das Team in seinem ersten Jahr nach der Aufwertung doch noch beweisen, dass es in dieser Klasse mitfahren kann. Das Jahr 2012 war nicht allzu erfolgreich für die niederländische Mannschaft. Mit einem Etappensieg beim Giro d’Italia und drei bei Paris–Nizza konnte das Team zwar einige Etappen von wichtigen Rennen für sich entscheiden, aber insgesamt wurden weniger Siege eingefahren als in der Saison zuvor. Auch im Folgejahr war die Mannschaft nicht sehr erfolgreich. Es wurden wieder weniger Siege eingefahren als die Jahre zuvor. In der UCI World Tour 2013 konnte das Team keine größeren Erfolge mehr erzielen und schloss die Saison auf dem letzten Rang des Rankings ab.
Nach dem Verlust beider Hauptsponsoren wurde das Team zum Saisonende 2013 aufgelöst. Der Sportliche Leiter Hilaire Van der Schueren übernahm 2014 die Leitung des Teams Wanty-Groupe Gobert und einige Fahrer seines bisherigen Teams.

## Saison 2013

### Erfolge in der UCI World Tour
| Datum    | Rennen                               | Sieger          |
| -------- | ------------------------------------ | --------------- |
| 24. März | 7. Etappe Volta Ciclista a Catalunya | Thomas De Gendt |

### Erfolge in der UCI America Tour
| Datum    | Rennen                                          | Kat. | Fahrer        |
| -------- | ----------------------------------------------- | ---- | ------------- |
| 12. Mai  | 1. Etappe Kalifornien-Rundfahrt                 | 2.HC | Lieuwe Westra |
| 22. Juni | Venezolanische Meisterschaft – Einzelzeitfahren | CN   | José Rujano   |

### Erfolge in der UCI Europe Tour
| Datum      | Rennen                                           | Kat. | Sieger            |
| ---------- | ------------------------------------------------ | ---- | ----------------- |
| 16. Juni   | 5. Etappe Ster ZLM Toer                          | 2.1  | Pim Ligthart      |
| 19. Juni   | Niederländische Meisterschaft – Einzelzeitfahren | CN   | Lieuwe Westra     |
| 23. Juni   | Niederländische Meisterschaft – Straßenrennen    | CN   | Johnny Hoogerland |
| 8. August  | 1. Etappe Arctic Race of Norway                  | 2.1  | Kenny van Hummel  |
| 11. August | 2. Etappe Tour de l’Ain                          | 2.1  | Grega Bole        |
| 13. August | 4. Etappe Tour de l’Ain                          | 2.1  | Wout Poels        |
| 22. August | Druivenkoers Overijse                            | 1.1  | Bjorn Leukemans   |

### Zugänge – Abgänge
| Zugänge             | Team 2012                         | Abgänge             | Team 2013                  |
| ------------------- | --------------------------------- | ------------------- | -------------------------- |
| Grega Bole          | Lampre-ISD                        | Stijn Devolder      | RadioShack Leopard         |
| Juan Antonio Flecha | Sky ProCycling                    | Jacek Morajko       | CCC Polsat Polkowice       |
| José Rujano         | Androni Giocattoli-Venezuela      | Stefan Denifl       | IAM Cycling                |
| Boy van Poppel      | UnitedHealthcare Pro Cycling Team | Gustav Erik Larsson | IAM Cycling                |
| Wesley Kreder       | Rabobank Continental Team         | Martin Mortensen    | Concordia Forsikring-Riwal |
| Danny van Poppel    | Rabobank Continental Team         | Matteo Carrara      | Karriereende               |
| Willem Wauters      | Neoprofi                          | Marcello Pavarin    | Unbekannt                  |

### Mannschaft
| Name                | Geburtstag         | Nationalität | Team 2014                                      |
| ------------------- | ------------------ | ------------ | ---------------------------------------------- |
| Kris Boeckmans      | 13. Februar 1987   | Belgien      | Lotto Belisol                                  |
| Grega Bole          | 13. August 1985    | Slowenien    | Adria Mobil                                    |
| Thomas De Gendt     | 6. November 1986   | Belgien      | Omega Pharma-Quick Step                        |
| Romain Feillu       | 16. April 1984     | Frankreich   | Bretagne-Séché Environnement                   |
| Juan Antonio Flecha | 17. September 1977 | Spanien      | Karriereende                                   |
| Johnny Hoogerland   | 13. Mai 1983       | Niederlande  | Androni Giocattoli-Venezuela                   |
| Kenny van Hummel    | 30. September 1982 | Niederlande  | Androni Giocattoli-Venezuela                   |
| Martijn Keizer      | 25. März 1988      | Niederlande  | Veranclassic-Doltcini                          |
| Wesley Kreder       | 4. November 1990   | Niederlande  | Wanty-Groupe Gobert                            |
| Sergey Lagutin      | 14. Januar 1981    | Usbekistan   | RusVelo                                        |
| Maurits Lammertink  | 31. August 1990    | Niederlande  | Cyclingteam Jo Piels                           |
| Bjorn Leukemans     | 1. Juli 1977       | Belgien      | Wanty-Groupe Gobert                            |
| Pim Ligthart        | 16. Juni 1988      | Niederlande  | Lotto Belisol                                  |
| Bertjan Lindeman    | 16. Juni 1989      | Niederlande  | Rabobank Development Team                      |
| Marco Marcato       | 11. Februar 1984   | Italien      | Cannondale                                     |
| Tomasz Marczyński   | 6. März 1984       | Polen        | CCC Polsat Polkowice                           |
| Barry Markus        | 17. Juli 1991      | Niederlande  | Belkin-Pro Cycling Team                        |
| Wouter Mol          | 17. April 1982     | Niederlande  | Karriereende                                   |
| Nikita Nowikow      | 10. November 1989  | Russland     | Dopingsperre                                   |
| Wout Poels          | 1. Oktober 1987    | Niederlande  | Omega Pharma-Quick Step                        |
| Boy van Poppel      | 18. Januar 1988    | Niederlande  | Trek Factory Racing                            |
| Danny van Poppel    | 26. Juli 1993      | Niederlande  | Trek Factory Racing                            |
| José Rujano         | 18. Februar 1982   | Venezuela    | Boyacá se Atreve                               |
| Rob Ruygh           | 12. November 1986  | Niederlande  | Vastgoedservice-Golden Palace Continental Team |
| Mirko Selvaggi      | 11. Februar 1985   | Italien      | Wanty-Groupe Gobert                            |
| Rafael Valls        | 25. Juni 1987      | Spanien      | Lampre-Merida                                  |
| Frederik Veuchelen  | 4. September 1978  | Belgien      | Wanty-Groupe Gobert                            |
| Willem Wauters      | 10. November 1989  | Belgien      | Vérandas Willems                               |
| Lieuwe Westra       | 11. September 1982 | Niederlande  | Astana Pro Team                                |

## Platzierungen in UCI-Ranglisten
UCI World Tour
| Saison | Mannschaftswertung | Fahrerwertung             |
| ------ | ------------------ | ------------------------- |
| 2011   | 18.                | Marco Marcato (43.)       |
| 2012   | 16.                | Thomas De Gendt (38.)     |
| 2013   | 19.                | Juan Antonio Flecha (83.) |

UCI America Tour
| Saison | Mannschaftswertung | Fahrerwertung            |
| ------ | ------------------ | ------------------------ |
| 2009   | 31.                | Johnny Hoogerland (164.) |
| 2010   | -                  | -                        |

UCI Asia Tour
| Saison | Mannschaftswertung | Fahrerwertung        |
| ------ | ------------------ | -------------------- |
| 2009   | 31.                | Sergey Lagutin (59.) |
| 2010   | 11.                | Wouter Mol (16.)     |

UCI Europe Tour
| Saison | Mannschaftswertung | Fahrerwertung         |
| ------ | ------------------ | --------------------- |
| 2005   | 102.               | Tom de Meyer (692.)   |
| 2006   | 61.                | Peter Möhlmann (331.) |
| 2007   | 63.                | Wouter Mol (183.)     |
| 2008   | 13.                | Bobbie Traksel (10.)  |
| 2009   | 2.                 | Borut Božič (16.)     |
| 2010   | 1.                 | Riccardo Riccò (3.)   |

UCI Oceania Tour
| Saison | Mannschaftswertung | Fahrerwertung      |
| ------ | ------------------ | ------------------ |
| 2009   | 13.                | Baden Cooke (19.)  |
| 2010   | 8.                 | Romain Feillu (9.) |

UCI World Calendar
| Saison | Mannschaftswertung | Fahrerwertung           |
| ------ | ------------------ | ----------------------- |
| 2009   | 21.                | Johnny Hoogerland (67.) |
| 2010   | 24.                | Bjorn Leukemans (55.)   |

UCI World Tour
| Saison | Mannschaftswertung | Fahrerwertung             |
| ------ | ------------------ | ------------------------- |
| 2011   | 18.                | Marco Marcato (43.)       |
| 2012   | 16.                | Thomas De Gendt (37.)     |
| 2013   | 19.                | Juan Antonio Flecha (83.) |